# John Megna
John Megna (Queens, 9 de novembro de 1952 — Los Angeles, 5 de setembro de 1995) foi um ator norte-americano que participou de filmes produzidos por Harper Lee.
Meio-irmão de Connie Stevens, Megna apareceu algumas vezes na televisão nas décadas de 60 e 70, quando ainda era criança. Posteriormente, voltou aos palcos dirigindo.
Morreu em 5 de setembro de devido a complicações da AIDS.

## Filmes
John Megna atuou nos seguintes filmes:
- The Mogul (1984);
- The Cannonball Run (1981);
- Smokey and the Bandit II (1980);
- Go Tell the Spartans (1978);
- I Want to Keep My Baby (1976) (TV);
- The Boy in the Plastic Bubble (1976) (TV);
- The Godfather: Part II (1974)
- Star Trek (1966) (TV);
- Blindfold (1965);
- Hush… Hush, Sweet Charlotte (1964).
- To Kill a Mockingbird (1962).